# Lekkoatletyka na Letnich Igrzyskach Olimpijskich 2024 – trójskok mężczyzn
Turniej mężczyzn w trójskoku podczas XXXIII Letnich Igrzysk Olimpijskich w Paryżu  odbył się w dniach 7 i 9 sierpnia 2024. Do rywalizacji przystąpiło 32 sportowców. Areną zawodów był Stade de France.

## Terminarz
godziny zostały podane w czasie CEST
| Data            | Godzina rozpoczęcia |                       |
| 7 sierpnia 2024 | 19:15               | kwalifikacje, grupa A |
| 7 sierpnia 2024 | 19:15               | kwalifikacje, grupa B |
| 9 sierpnia 2024 | 20:13               | finał                 |

## Rekordy
Przed rozpoczęciem zawodów aktualny rekord świata i rekord olimpijski były następujące:
| WR | Jonathan Edwards | 18.29 m | Göteborg | 7 sierpnia 1995  |
| OR | Kenny Harrison   | 18.09 m | Atlanta  | 27 sierpnia 1996 |

## System rozgrywek
W kwalifikacjach każdy z zawodników mógł oddać trzy skoki. Aby uzyskać awans do finału należało uzyskać minimum kwalifikacyjne - 17.10 m. Jeżeli minimum kwalifikacyjne uzyskało mniej niż 12 sportowców, to kwalifikacje uzyskiwali zawodnicy, którzy oddali najdalsze skoki, tak aby liczba finalistów wyniosła 12.
W finale zawodnicy mogli oddać sześć skoków, z wyjątkiem czterech trójskoczków, którzy po trzech próbach osiągnęli najniższe wyniki i byli po nich eliminowani z dalszej rywalizacji. Do ostatecznego wyniku zaliczano jeden, najdalszy skok oddany przez zawodnika w finale.

## Wyniki

### Kwalifikacje
| Pozycja | Grupa | Zawodnik             | Reprezentacja     | Próba | Próba | Próba | Wynik | Uwagi |
| Pozycja | Grupa | Zawodnik             | Reprezentacja     | 1     | 2     | 3     | Wynik | Uwagi |
| ------- | ----- | -------------------- | ----------------- | ----- | ----- | ----- | ----- | ----- |
| 1       | B     | Pedro Pichardo       | Portugalia        | 17.44 | –     | –     | 17.44 | Q     |
| 2       | A     | Jordan Díaz          | Hiszpania         | 17.24 | –     | –     | 17.24 | Q     |
| 3       | B     | Salif Mane           | Stany Zjednoczone | 17.16 | –     | –     | 17.16 | Q     |
| 3       | A     | Fabrice Zango        | Burkina Faso      | 17.16 | –     | –     | 17.16 | Q     |
| 5       | A     | Almir dos Santos     | Brazylia          | x     | 17.06 | x     | 17.06 | q     |
| 6       | B     | Jaydon Hibbert       | Jamajka           | 16.99 | 16.95 | x     | 16.99 | q     |
| 7       | B     | Max Heß              | Niemcy            | x     | 16.98 | 16.67 | 16.98 | q     |
| 8       | B     | Zhu Yaming           | Chiny             | 16.47 | 16.91 | 16.66 | 16.91 | q     |
| 9       | A     | Yasser Triki         | Algieria          | x     | 16.85 | 16.77 | 16.85 | q     |
| 10      | B     | Connor Murphy        | Australia         | 16.80 | 16.49 | 16.58 | 16.80 | q     |
| 11      | B     | Lázaro Martínez      | Kuba              | 16.79 | 16.79 | 16.71 | 16.79 | q     |
| 12      | A     | Andy Díaz            | Włochy            | x     | 16.79 | 16.69 | 16.79 | q     |
| 13      | A     | Jean-Marc Pontvianne | Francja           | x     | 16.79 | x     | 16.79 |       |
| 14      | A     | Donald Scott         | Stany Zjednoczone | 16.58 | 16.77 | 16.74 | 16.77 |       |
| 15      | B     | Thomas Gogois        | Francja           | 16.67 | 14.63 | 16.77 | 16.77 |       |
| 16      | B     | Su Wen               | Chiny             | 16.21 | 16.70 | x     | 16.70 |       |
| 17      | A     | Andy Hechavarría     | Kuba              | x     | 15.86 | 16.70 | 16.70 |       |
| 18      | B     | Cristian Nápoles     | Kuba              | 16.28 | 16.67 | 16.39 | 16.67 |       |
| 19      | B     | Andrea Dallavalle    | Włochy            | 16.65 | 13.44 | 16.48 | 16.65 |       |
| 20      | B     | Emmanuel Ihemeje     | Włochy            | 16.39 | 15.65 | 16.50 | 16.50 |       |
| 21      | B     | Abdulla Aboobacker   | Indie             | 15.99 | 16.19 | 16.49 | 16.49 |       |
| 22      | B     | Russell Robinson     | Stany Zjednoczone | 16.47 | 16.37 | 16.21 | 16.47 |       |
| 23      | B     | Geiner Moreno        | Kolumbia          | 16.32 | 15.88 | 16.40 | 16.40 |       |
| 24      | A     | Jordan Scott         | Jamajka           | x     | 16.36 | 15.97 | 16.36 |       |
| 25      | A     | Tiago Pereira        | Portugalia        | 15.84 | 15.96 | 16.36 | 16.36 |       |
| 26      | A     | Kim Jang-woo         | Korea Południowa  | 15.66 | 16.14 | 16.31 | 16.31 |       |
| 27      | A     | Praveen Chithravel   | Indie             | 15.99 | 16.25 | 16.21 | 16.25 |       |
| 28      | A     | Jah-Nhai Perinchief  | Bermudy           | x     | 16.14 | 16.23 | 16.23 |       |
| 29      | A     | Leodan Torrealba     | Wenezuela         | 16.18 | x     | 15.44 | 16.18 |       |
| 30      | A     | Ethan Olivier        | Nowa Zelandia     | 16.16 | 15.91 | 15.98 | 16.16 |       |
| 31      | A     | Fang Yaoqing         | Chiny             | x     | x     | 15.85 | 15.85 |       |
| 32      | B     | Necati Er            | Turcja            | 13.65 | x     | x     | 13.65 |       |

### Finał
| Pozycja | Zawodnik         | Reprezentacja     | 1     | 2     | 3     | 4     | 5     | 6     | Odległość | Uwagi |
| ------- | ---------------- | ----------------- | ----- | ----- | ----- | ----- | ----- | ----- | --------- | ----- |
| złoto   | Jordan Díaz      | Hiszpania         | 17.86 | 17.64 | 17.85 | 17.84 | 17.25 | –     | 17.86     |       |
| srebro  | Pedro Pichardo   | Portugalia        | 17.79 | 17.84 | x     | 17.52 | –     | 17.81 | 17.84     |       |
| brąz    | Andy Díaz        | Włochy            | 17.63 | 17.33 | –     | –     | x     | 17.64 | 17.64     |       |
| 4       | Jaydon Hibbert   | Jamajka           | 17.31 | 17.61 | 17.53 | x     | x     | –     | 17.61     |       |
| 5       | Fabrice Zango    | Burkina Faso      | 17.43 | 16.14 | 17.25 | 16.05 | 17.50 | x     | 17.50     |       |
| 6       | Salif Mane       | Stany Zjednoczone | 17.28 | 16.63 | 17.02 | x     | 17.19 | 17.41 | 17.41     |       |
| 7       | Max Heß          | Niemcy            | 16.50 | 16.92 | 17.38 | x     | x     | 17.07 | 17.38     |       |
| 8       | Lázaro Martínez  | Kuba              | 17.00 | x     | 17.34 | 13.35 | x     | 16.63 | 17.34     |       |
| 9       | Yasser Triki     | Algieria          | x     | 17.05 | 17.22 | NQ    | NQ    | NQ    | 17.22     |       |
| 10      | Zhu Yaming       | Chiny             | x     | 16.76 | x     | NQ    | NQ    | NQ    | 16.76     |       |
| 11      | Almir dos Santos | Brazylia          | 16.41 | x     | 16.28 | NQ    | NQ    | NQ    | 16.41     |       |
| 12      | Connor Murphy    | Australia         | 15.99 | 16.30 | 16.11 | NQ    | NQ    | NQ    | 16.30     |       |